# Ebracteola
Ebracteola é um género botânico pertencente à família Aizoaceae.